# Chacellus filiformis
Chacellus filiformis is een krabbensoort uit de familie van de Pseudorhombilidae. De wetenschappelijke naam van de soort is voor het eerst geldig gepubliceerd in 1969 door Guinot.